# Macromitrium holomitrioides
Macromitrium holomitrioides är en bladmossart som beskrevs av Noguchi 1938. Macromitrium holomitrioides ingår i släktet Macromitrium och familjen Orthotrichaceae. Inga underarter finns listade i Catalogue of Life.